# Camrose (Canada)
Camrose is een stad (city) in de Canadese provincie Alberta en telt 18.772 inwoners (2021).

## Foto's

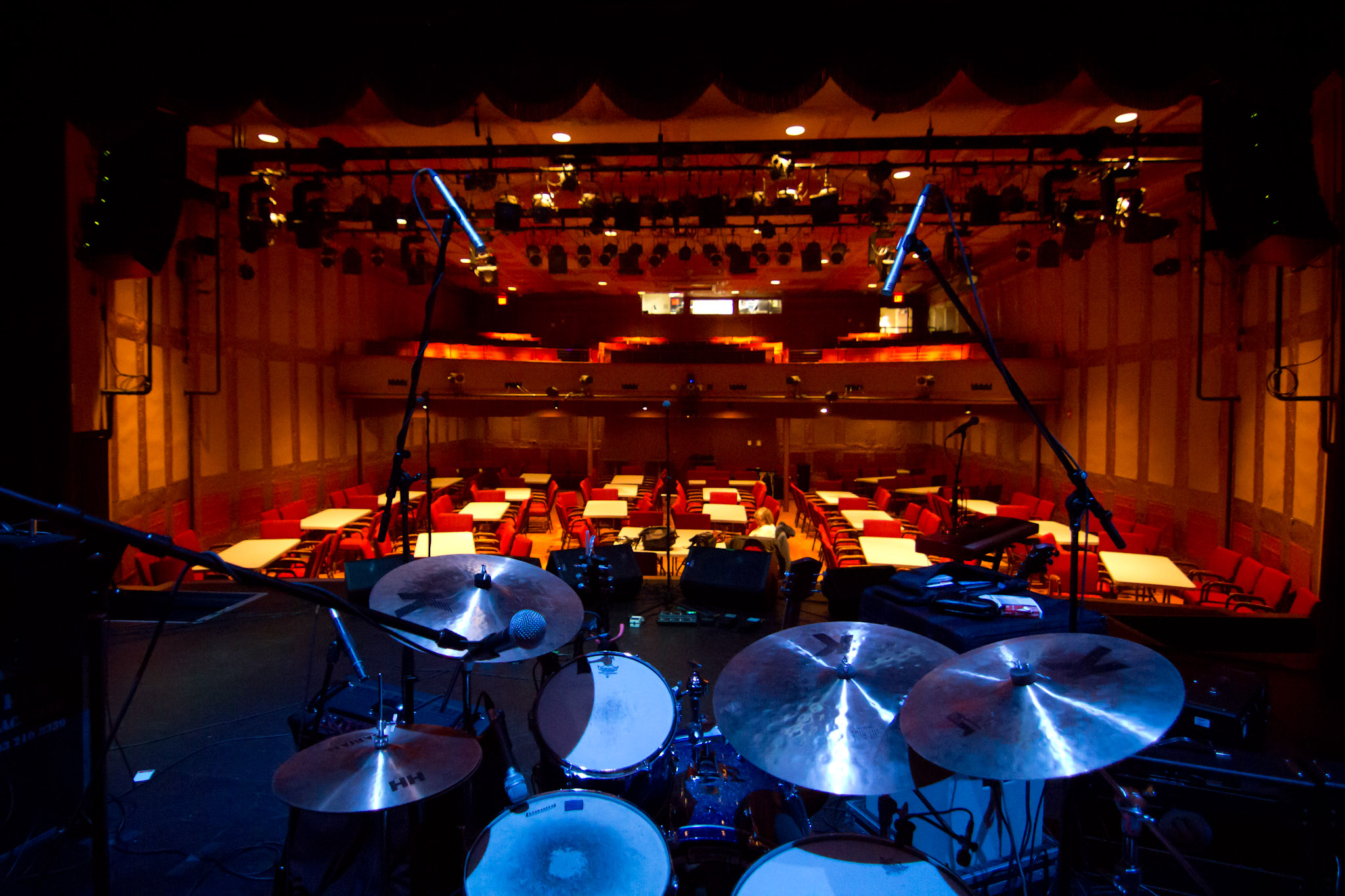
The Bailey Theatre